# Heismanov pokal
Heismanov spominski pokal (angleško Heisman Memorial Trophy, običajno okrajšan kot Heisman Trophy ali samo The Heisman) podeljujejo vsako leto najbolj izjemnemu igralcu ameriškega nogometa v ZDA. Podelitev Heismanovega pokala je v začetku decembra.
Trofejo je ustvaril Downtown Athletic Club (DAC) leta 1935 z namenom nagrajevanja najkoristnejšega igralca (MVP) v ameriškem nogometu na univerzitetni ravni (college football).   

## Pomembni dosežki
- Larry Kelly in Clint Frank iz univerze Yale sta bila prva soigralca, ki sta prejela Heismanov pokal. Larry Kelley leta 1936, Clint Frank leta 1937.
- Ernie Davis je bil prvi afroameričan, ki je prejel Heismanov pokal. Obiskoval je univerzo v Syracuse. Zaradi zgodnje smrti ni nikoli igral v NFL.
- Leta 2016 je Lamar Jackson postal najmlajši igralec, ki je prejel Heismanov pokal, pri starosti 19 let in 338 dni.

## Nagrajene pozicije
Heismanov pokal je ponavadi podeljen igralcu na položaju tekača (running back) ali podajalca (quarterback). Le redki so prejeli to nagrado na drugem igralnem položaju, denimo Desmon Howard in Tim Brown, ki sta bila nagrajena s Heismanovim pokalom kot lovilca (wide reciever).

## Zgodovina
Nagrada je bila prvič predstavljena leta 1935 v New Yorku. Sprva je ta nagrada bila znana kot pokal DAC, njen prvi prejemnik je bil Jay Berwanger. Leta 1936, po smrti Johna Heismana, se je v njegovo čast nagrada preimenovala iz pokala DAC v Heismanov pokal (Heisman Trophy). Larry Kelley, drugi prejemnik nagrade, je bil prvi, ki je prejel Heismanov pokal.
Prvi afroameričan, ki je prejel to nagrado, je bil Ernie Davis leta 1963. To nagrado je prejel, ko je bil član ekipe univerze Syracuse (Syracuse university). Kmalu po tem so mu diagnosticirali levkemijo. Nikoli ni igral v NFL. 
Najbolj znan prejemnik Heismanovega pokala je bil O. J. Simpson. Februarja leta 1968 je bil njegov pokal prodan za 230.000 USD kot del poravnave v kazenskem postopku za umor.